# Conny Simmchen
Conny Simmchen ist eine frühere französische Skeletonsportlerin.
Conny Simmchen aus Grésy-sur-Aix gab Ende 1998 ihr Debüt im Skeleton-Weltcup. In Park City wurde sie 14. Zwei Monate später erreichte sie als 12. in Königssee ihr bestes Weltcupresultat. 2000 startete sie in Igls erstmals bei einer Skeleton-Weltmeisterschaft und belegte dort Platz 13. Zudem gewann sie vor Anne Semay den Titel bei den französischen Meisterschaften. In der Saison 2000/01 gehörte Simmchen zu den ersten Teilnehmern am neu geschaffenen Skeleton-Europacup. Im allerersten Rennen in Igls belegte sie hinter Lucia Sitzia und Caroline Burdet den dritten Platz und wurde am Ende der Saison gemeinsam mit Sitzia Fünfte der Gesamtwertung. Bei den Weltmeisterschaften 2001 in Calgary fuhr Simmchen auf den 19. Platz. Am Ende der Saison beendete sie ihre Karriere.